# Validation de méthode analytique
Une validation de méthode analytique consiste à déterminer certaines caractéristiques du dosage d'une substance dans un substrat.
Les caractéristiques à déterminer diffèrent suivant que le dosage est quantitatif ou qualitatif.
Les principaux paramètres à déterminer sont les suivants.

## La fidélité sous les conditions de répétabilité et de fidélité intermédiaire
La fidélité est, selon l’ISO 3534-1, l’étroitesse de l’accord entre des résultats d’essai indépendants obtenus sous des conditions stipulées.
- la mesure de la fidélité s’exprime en termes d’infidélité et est calculée à partir de l’écart type des résultats d’essais : plus cet écart-type est grand, plus faible est la fidélité ;
- les mesures de fidélité dépendent de façon étroite des conditions stipulées dont les conditions de répétabilité et les conditions de reproductibilité représentent les extrêmes.

Elle peut être étudiée par le passage d’échantillons successivement pour la répétabilité, et sur une longue durée pour la fidélité intermédiaire (reproductibilité intra-laboratoire). Elle est interprétée par le coefficient de variation CV (en %).
À noter qu'une analyse de la variance (ANOVA) peut optimiser le temps de l'étude.

## La justesse
La justesse est, selon l’ISO 3534-1, l’étroitesse de l’accord entre la valeur moyenne obtenue à partir d’une large série de résultats d’essai et une valeur de référence acceptée. Elle s’exprime généralement en termes de biais.
Selon l’ISO/FDIS 13528, la justesse peut aussi être étudiée en calculant le « z-score » qui exprime le nombre d’écart type qui sépare le résultat du laboratoire de celui de la moyenne du groupe de comparaison ce qui se rapproche de l’état de l’art.

## Lalinéarité
Le domaine d’analyse peut, dans la plupart des cas, être apparenté à la linéarité (méthode quantitative) car celle-ci ci doit être vérifiée dans le domaine de mesure. En ce sens, un domaine d’analyse doit être linéaire.
La linéarité d’une méthode de mesure ou d’une procédure d’analyse est, selon le CEE III/844/8, sa capacité, à l’intérieur d’un certain intervalle, d’obtenir des résultats de mesure directement proportionnels à la concentration (quantité) en substance de l’échantillon analysé.

## Lalimite de détection
Qualitative : La sensibilité diagnostique est la probabilité qu’un dispositif donne un résultat positif en présence du marqueur cible. On parle aussi de spécificité diagnostique qui est la probabilité d’un dispositif à donner un résultat négatif en absence du marqueur cible. 
Quantitativement: La sensibilité analytique (à ne pas confondre avec la sensibilité d’une technique) est la plus petite quantité d’analyte dans un échantillon pouvant être détectée. On parle alors de seuil/limite de détection (SD).

## Lacontamination inter-échantillons
Il s’agit de l’effet exercé par un sérum sur celui qui le suit ou qui le précède (effet mémoire). 

## La stabilité
Elle est apparentée à la stabilité des réactifs « sensibles » et « embarqués » à bord des automates. Il est préconisé, pour cela, de doser 10 fois le réactif sur l’intervalle [jour d’ouverture – date de péremption du réactif]. 
Une analyse de variances des recouvrements peut mettre en évidence une déviation.

## Lesinterférences
L’interférence peut intervenir lorsqu’un composant est en forte concentration (cas d’un médicament, de la concentration en bilirubine, en triglycérides, de l'hémolyse.....), ce qui a pour effet d’interférer sur le résultat du dosage de l’analyte. Le résultat peut ainsi être inexact.

## Lacorrélation de méthode
La corrélation de méthode est un passage obligé lors d’un changement de fournisseur/équipement, ne serait-ce que pour gérer l’antériorité des patients. Son intérêt est de déterminer l’écart global d’exactitude entre deux méthodes. Cette comparaison peut être établie de différentes façons apportant chacune leurs informations :

### Techniques statistiques de régression
L’équation de la droite traduit au mieux la relation entre les deux techniques et s’avère être « un bon résumé » du comportement de la technique testée. 
- Si la méthode est de référence, alors une régression des moindres carrés doit être utilisée.
- Si les deux méthodes sont « en miroir », alors une régression des moindres rectangles est préférable car tient compte des erreurs des deux méthodes.
- En présence d'hétéroscédascticité, il est plus intéressant d'utiliser une régression pondérée de deuxième espèce (ex : droite de York) qui tient compte des erreurs analytiques en fonction du niveau de concentration[2].

Techniques permettant l’examen du comportement individuel des spécimens considérés
- méthode des différences ;
- méthode des rapports.

Technique statistique de comparaison de deux échantillons appariés (NF X 06-065)
Quantitatif : test de Student sur la différence (test paramétrique). Un test non paramétrique de Wilcoxon peut éventuellement être utilisé.
Qualitatif : test de concordance Kappa qui donne la probabilité que les deux méthodes donnent les mêmes résultats :
Important : on ne peut tirer aucune conclusion d’acceptabilité de la technique testée si la méthode de dosage de comparaison n’est pas une technique de référence.

## L'incertitude
quantitatif:
L’incertitude de mesure peut être déterminée de plusieurs façons (voir SH GTA 14). :
1. La méthode GUM [4]. :
2. Utilisation des contrôles interne et externes de qualité
3. Caractérisation de méthode :
 U² (y) = u²(justesse) + u²(linéarité) + S²r + Σ c²u² (x)[5],[6]
où : 
  - u(justesse) = biais/racine(3). (Le biais peut être négligeable si la variance est significativement plus grande)
  - u(linéarité) = Sy/x ou écart max au modèle. (Pour déterminer l'incertitude du modèle d'étalonnage, voir la norme NF 90-210). Une ANOVA permet de dire par ailleurs si le modèle est adapté ou pas. Auquel cas, il faut soit réduire le domaine de mesure, soit changer de modèle.
  - Sr est l'écart-type de la fidélité intermédiaire obtenue à partir des CIQ.
  - Σ c²u² (x) sont les autres composantes d'incertitude.
4. Soit en calculant l’erreur totale donnée par la formule :
 ET = biais + 1,65×Scqi
 où 1,65 correspond à la table de Student, pour un risque de 5 %, test unilatéral.
5. Soit par l’intermédiaire d’une étude interlaboratoire (NF ISO 5725) en utilisant l’écart-type de reproductibilité SR comme incertitude de mesure. Dans ce cas, toutes les sources d’incertitude sont prises en compte puisque la valeur cible est la moyenne des laboratoires considérée comme une estimation non biaisée de la valeur cible.

Cette solution est simple mais est un majorant de l’incertitude-type.
Autres approches :
Une approche par bloc complet équilibré permet de déterminer un intervalle de confiance comme par exemple pour une analyse au  microscope (table de Rumke).